# Chepauk

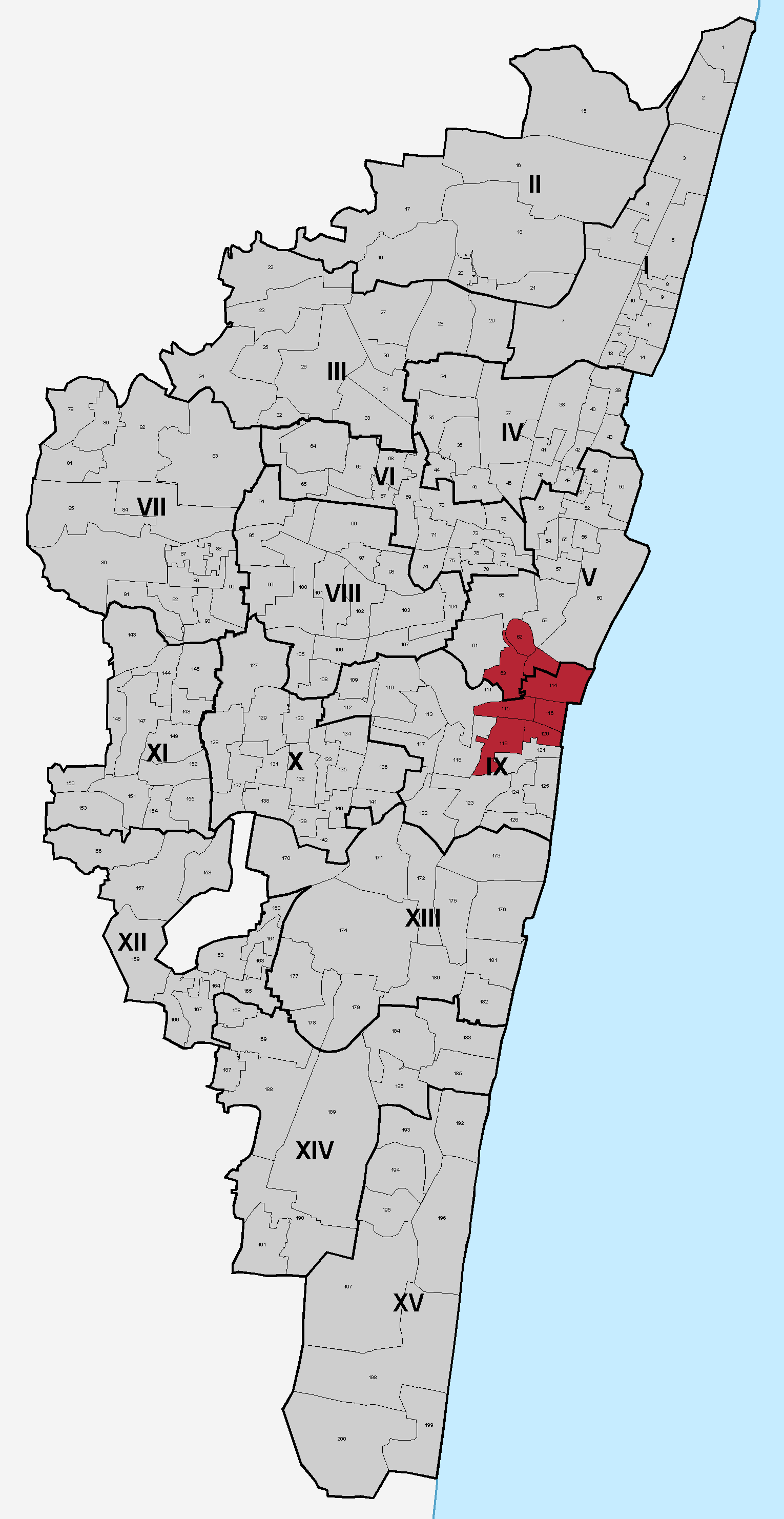
Lage des Wahlkreises Chepauk-Triplicane in Chennai

Chepauk (Tamil: சேப்பாக்கம் Cēppākkam [ˈtʃeːpːaːkːʌm]) ist ein Stadtteil von Chennai (Madras), der Hauptstadt des indischen Bundesstaates Tamil Nadu. Chepauk beherbergt die ehemalige Residenz der Nawabs von Arcot, den Hauptcampus der University of Madras und das M. A. Chidambaram Stadium.

## Lage und Ausdehnung
Chepauk liegt im Zentrum Chennais nahe der Küste des Golfs von Bengalen. Die Grenzen des Stadtteils sind nicht genau definiert, Chepauk lässt sich aber gegen die Stadtteile Triplicane im Südwesten und Chintadripet im Nordwesten abgrenzen. Im Norden trennt der Cooum-Fluss Chepauk von den Island Grounds, dem Hafen Chennai und dem Fort St. George. Im Osten liegt der Stadtstrand Marina Beach.
Verwaltungsmäßig gehört das Gebiet von Chepauk zur Zone Teynampet. Bei der Wahl zur Tamil Nadu Legislative Assembly (dem Parlament des Bundesstaats) bildet Chepauk seit 2011 zusammen mit den Nachbarstadtteilen Triplicane und Chintadripet den Wahlkreis Chepauk-Triplicane (Chepauk-Triplicane constituency). Zu diesem gehören die Stadtviertel (wards) 62–63, 114–116 und 119–120. Zuvor hatte Chepauk einen eigenen Wahlkreis gebildet.

## Geschichte

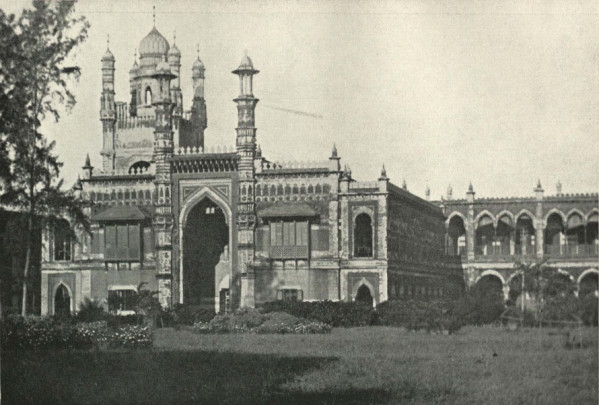
Der Palast von Chepauk (1905)

Chepauk war von 1768 bis 1855 Residenz der Nawabs von Arcot, der Herrscherdynastie, die im 18. Jahrhundert große Teile des nördlichen Tamil Nadu kontrollierte. 1768 verlegten die Nawabs, die im 18. Jahrhundert große Teile des Küstenhinterlandes beherrschten, ihre Residenz von Arcot nach Madras und erbauten sich einen Palast in Chepauk. Die räumliche Nähe zum Fort St. George, dem Sitz der Britischen Ostindien-Kompanie, ist Zeichen der wachsenden Abhängigkeit der Nawabs von Arcot von den britischen Kolonialherrschern. 1801 mussten sie ihr Territorium an die Briten abtreten und wurden auf den Status reiner Titularherrscher ohne politische Macht reduziert. Als der letzte Nawab von Arcot 1855 ohne männliche Erben starb, fielen ihre Besitzungen nach der Doctrine of Lapse an die Briten. Ein Verwandter der Nawabs erhielt aber 1867 von den Briten den Titel „Fürst von Arcot“ (Prince of Arcot) und eine Reihe von Privilegien zugesprochen, der Palast von Chepauk blieb aber im Besitz der Briten.

## Sehenswürdigkeiten

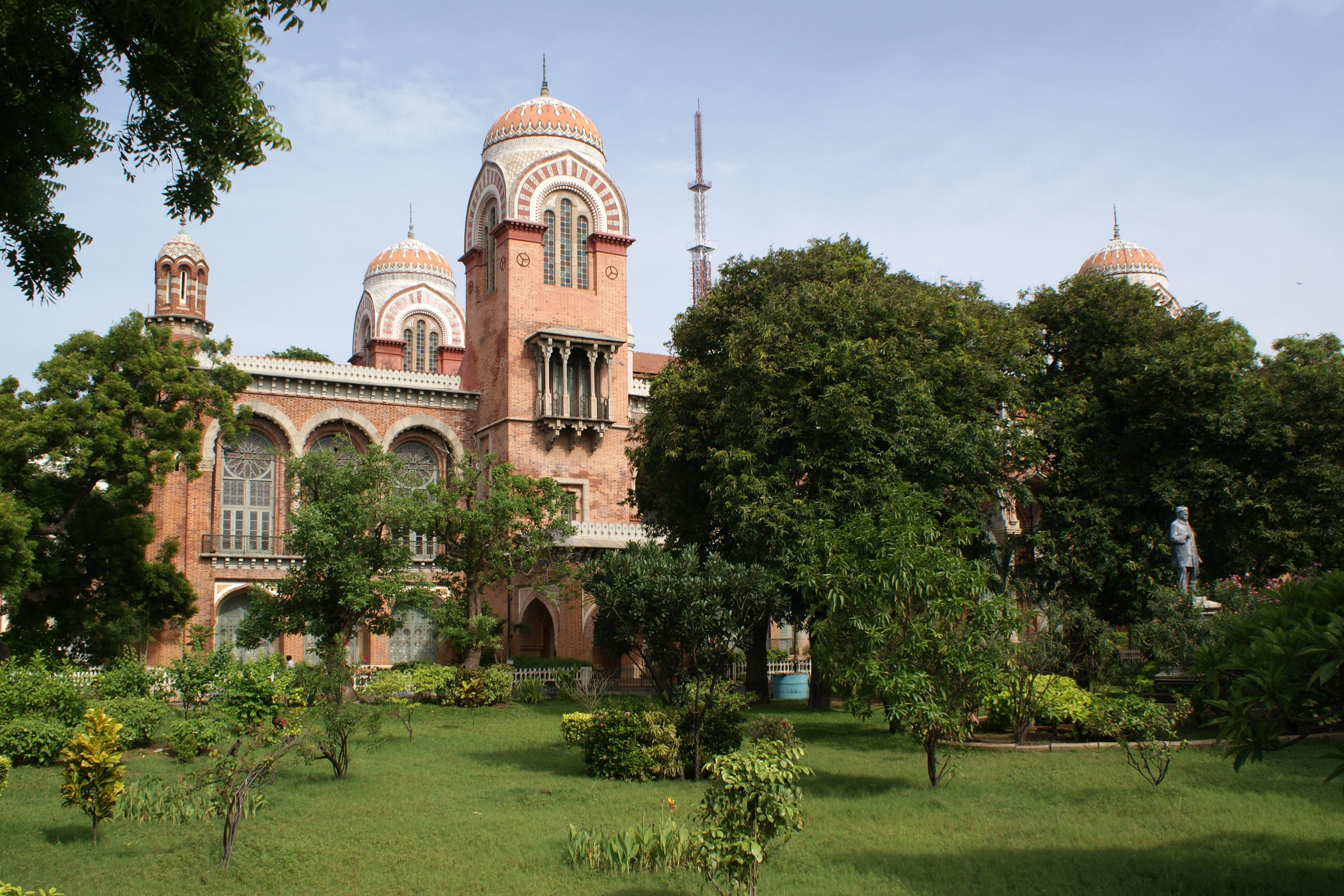
Senatsgebäude der University of Madras

Chepauk beherbergt den ehemaligen Palast der Nawabs von Arcot, den Chepauk Palace. Er ist im indo-sarrazenischen Kolonialstil erbaut und besteht aus einem weitläufigen Komplex mit verschiedenen Bauteilen, die sich über eine Fläche von 47 Hektar verteilen. Die beiden Hauptgebäude sind der Khalsa Mahal im Norden und dem Humayun Mahal im Süden. Der Palast wurde 1768 als neue Residenz der Nawabs errichtet. Nachdem die Nawabs von Arcot 1855 abgesetzt worden waren, fiel der Chepauk Palace als Ausgleich für die Schulden, die der Nawab angehäuft hatte, an die britische Kolonialregierung. Die Briten wandelten den Palast in ein Verwaltungsgebäude um und veranlassten eine Reihe von Umbauten. Bis heute beherbergt der Palast Behörden der Regierung Tamil Nadus. Anfang 2012 wurde der Khalsa Mahal bei einem Großbrand schwer in Mitleidenschaft gezogen.
Der Hauptcampus der University of Madras befindet sich in Chepauk direkt an der Strandpromenade Kamaraj Salai (Beach Road) am Nordende des Stadtstrands Marina Beach. Hier steht sich das Wahrzeichen der Universität, das 1873 im indo-sarrazenischen Stil erbaute Senatsgebäude (Senate House). Gegenüber befinden sich die monumentalen Grabdenkmäler der Politiker C. N. Annadurai (1909–1969) und M. G. Ramachandran (1917–1987).

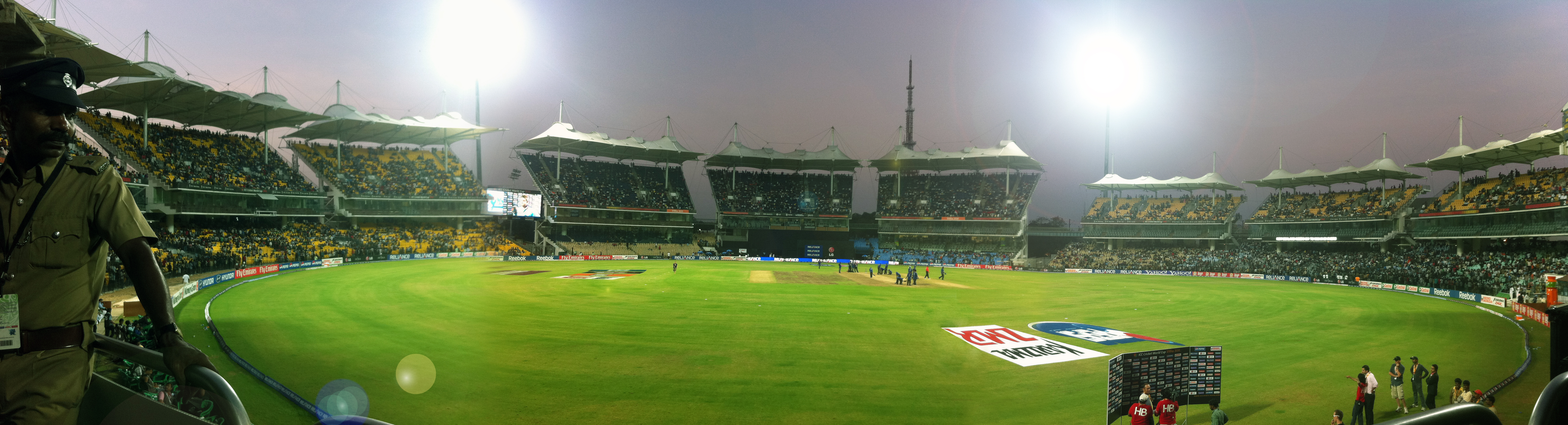
Im M. A. Chidambaram Stadium

In Chepauk befindet sich das M. A. Chidambaram Stadium (ehemals Chepauk Stadium), mit 50.000 Zuschauerplätzen das größte Cricket-Stadion Chennais. Für Cricketfans ist Chepauk daher gleichbedeutend mit dem M. A. Chidambaram Stadium. Das Stadion ist die Heimat des Indian-Premier-League-Clubs Chennai Super Kings und war bei allen Cricket World Cups, die in Indien ausgespielt wurden, Austragungsort.

## Verkehr

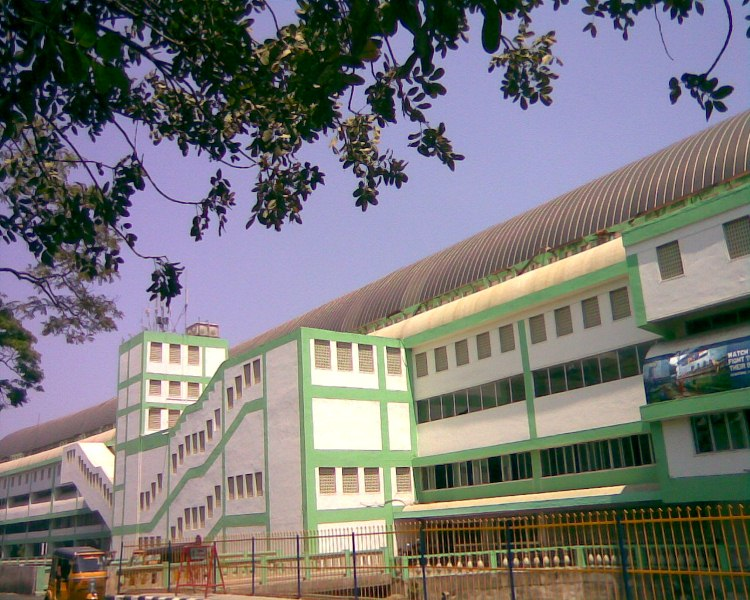
MRTS-Station Chepauk

Chepauk ist über zahlreiche Stadtbuslinien mit den anderen Stadtteilen Chennais verbunden. Daneben befindet sich in Chepauk ein Bahnhof der Hochbahn Chennai Mass Rapid Transit System (MRTS).